# HMA R100
HMA R100 staat voor His Majesty's Airship R100, het luchtschip waaraan de latere schrijver Nevil Shute als constructeur van 1924-1930 meewerkte bij de bouw in de hangar in Howden, Yorkshire
Dit luchtschip was een particulier initiatief onder leiding van Vickers Aircraft Corp. en de R100 heeft een succesvolle reis naar Canada gemaakt. Toen het zusterschip, de HMA R101, in oktober 1930 op de maidentrip crashte en in brand vloog, mocht de R100 niet meer vliegen/varen en is het ontmanteld, waarbij aluminium zelfs voor Zeppelins uit die tijd diende. De constructeur van de R100 was Barnes Wallis, die later bekend werd van de Dambusters, en ook diverse succesvolle WO2 bommenwerpers ontwierp, o.a. de Wellington, met zijn geodetische romp (ondanks schade bleven ze vliegen). De R100 was aanzienlijk steviger dan de R101 vooral door toepassing van een geodetisch skelet.
Nevil Shute beschrijft veel constructieve details over beide luchtschepen in zijn autobiografie, die in 1955 verscheen onder de titel Slide Rule.
In Cardington staan twee enorme hangars als een (scheeps)werf er anno 2020 nog steeds. Ze zijn niet toegankelijk voor het publiek. Een luchtschip hing tijdens de bouw aan het dak van de hangar en pas als het van voldoende liftvermogen was voorzien, door grote volumes aan waterstofgas erin te pompen, kon de romp door een aantal mensen (vaak een peloton militairen) uit de hangar gesleept worden, die het gevaarte aan touwen leidden. Bedenk dat er vaak maar een voet (± 30 cm) speelruimte bij de schuifdeuren was; bij sterke wind kon het gevaarte dus niet naar binnen of naar buiten, dat losten de Duitsers met hun Zeppelins op pontons op het Bodenmeer beter op (die konden vrij op de wind gelegd worden)...
Er stonden aanmeermasten in Canada, Egypte en India. Van die masten zijn helaas geen bestaande exemplaren nagelaten. In de oorlog is de mast in Cardington gesloopt voor het ijzer dat erin zat.
Nu bijna een eeuw later is deze materie nog een "hot" item in UK, er verschijnen nog steeds boeken en studies over ("The Airshipmen" van David Dennington; 2016) en er is een discussie gaande welk luchtschip (101<->100?) "beter" was.  